# Бесір Демірі
Бесір Демірі (мак. Бесир Демири; нар. 1 серпня 1994, Скоп'є, Північна Македонія) — македонський футболіст, захисник клубу «Маріуполь» і збірної Македонії.

## Клубна кар'єра
Демірі почав професійну кар'єру в клубі «Шкупі» зі свого рідного міста. У 2014 році Бесір перейшов у «Шкендію». 1 березня 2015 року в матчі проти «Тетекса» він дебютував в чемпіонаті Македонії. 24 травня в поєдинку проти столичного «Металурга» Бесір забив свій перший м'яч за «Шкендію». У 2016 році він допоміг команді посісти друге місце в чемпіонаті і виграти Кубок Македонії.
На початку 2017 року Демірі перейшов у «Вардар». 19 лютого в матчі проти свого рідного «Шкупі» дебютував за нову команду. За підсумками того ж сезону став з командою чемпіоном Македонії.
На початку 2018 року Бесір перейшов в український «Маріуполь».

## Міжнародна кар'єра
29 травня 2016 року в товариському матчі проти збірної Азербайджану Демірі дебютував за збірну Македонії.
У 2017 році в складі молодіжної збірної Македонії взяв участь у молодіжному чемпіонаті Європи в Польщі. На турнірі він зіграв у матчах проти команд Іспанії та Сербії.

## Досягнення
- Чемпіон Македонії: 2016/17
- Володар Кубка Македонії: 2015/16